# Bergün
Bergün (toponimo tedesco; in romancio Bravuogn, in italiano Bergogno, desueto) è una frazione di 480 abitanti del comune svizzero di Bergün Filisur, nella regione Albula (Canton Grigioni).

## Geografia fisica
Bergün è situato nella valle dell'Albula, sulla sponda destra. Dista 36 km da Sankt Moritz, 39 km da Davos e 43 km da Coira. Il punto più elevato del territorio è la cima del Piz Kesch (3 418 m s.l.m.), sul confine con Zuoz.

## Storia

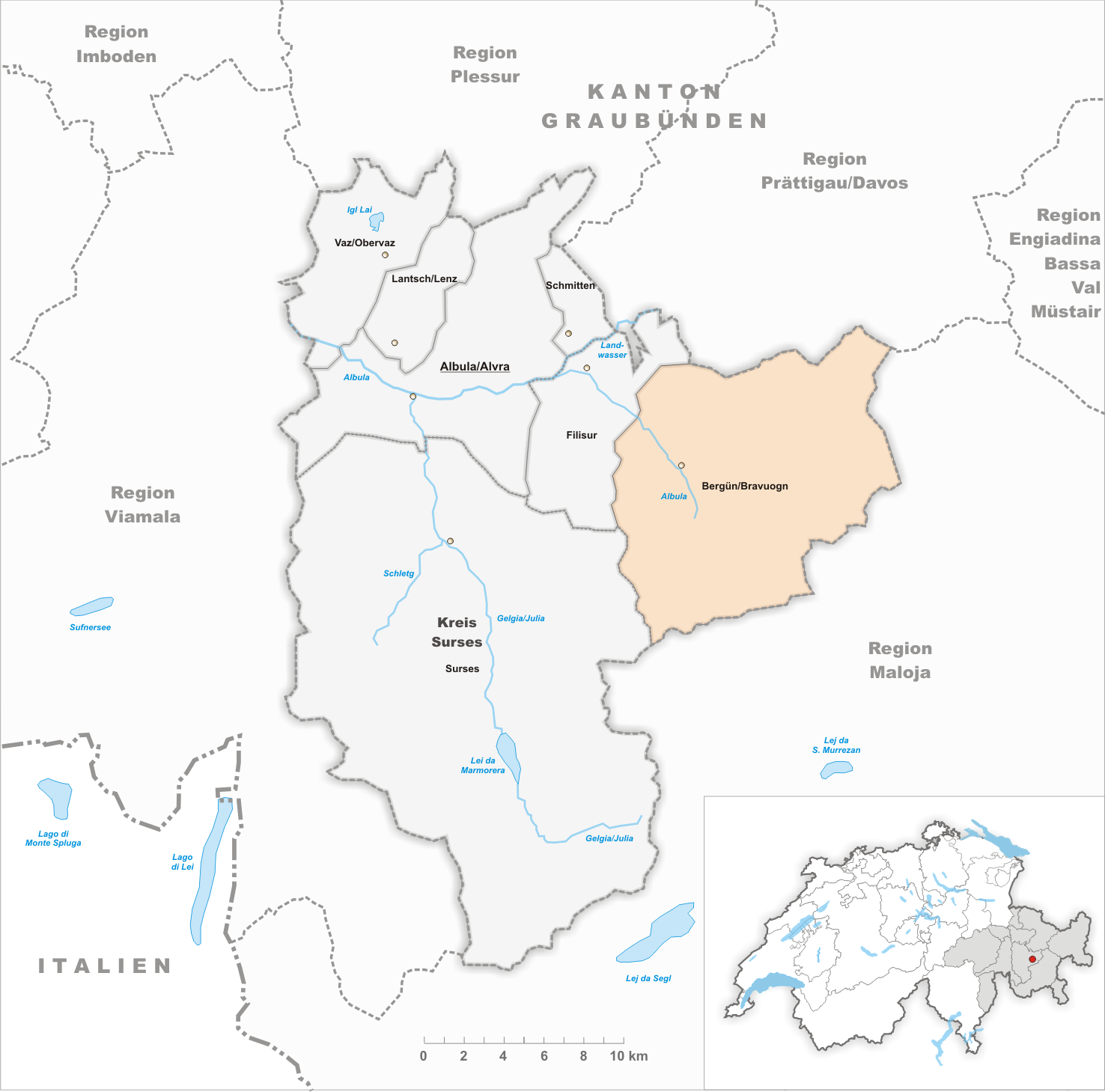
Il territorio del comune di Bergün prima degli accorpamenti comunali del 2018

Fino al 31 dicembre 2017 è stato un comune autonomo (nome ufficiale: Bergün/Bravuogn) che si estendeva per 145,65 km² e che comprendeva anche la frazione di Preda; nel 1912 inglobò il comune soppresso di Latsch e nel 1920 quello di Stugl. Il 1º gennaio 2018 Bergün è stato accorpato all'altro comune soppresso di Filisur per formare il nuovo comune di Bergün Filisur.

## Monumenti e luoghi d'interesse

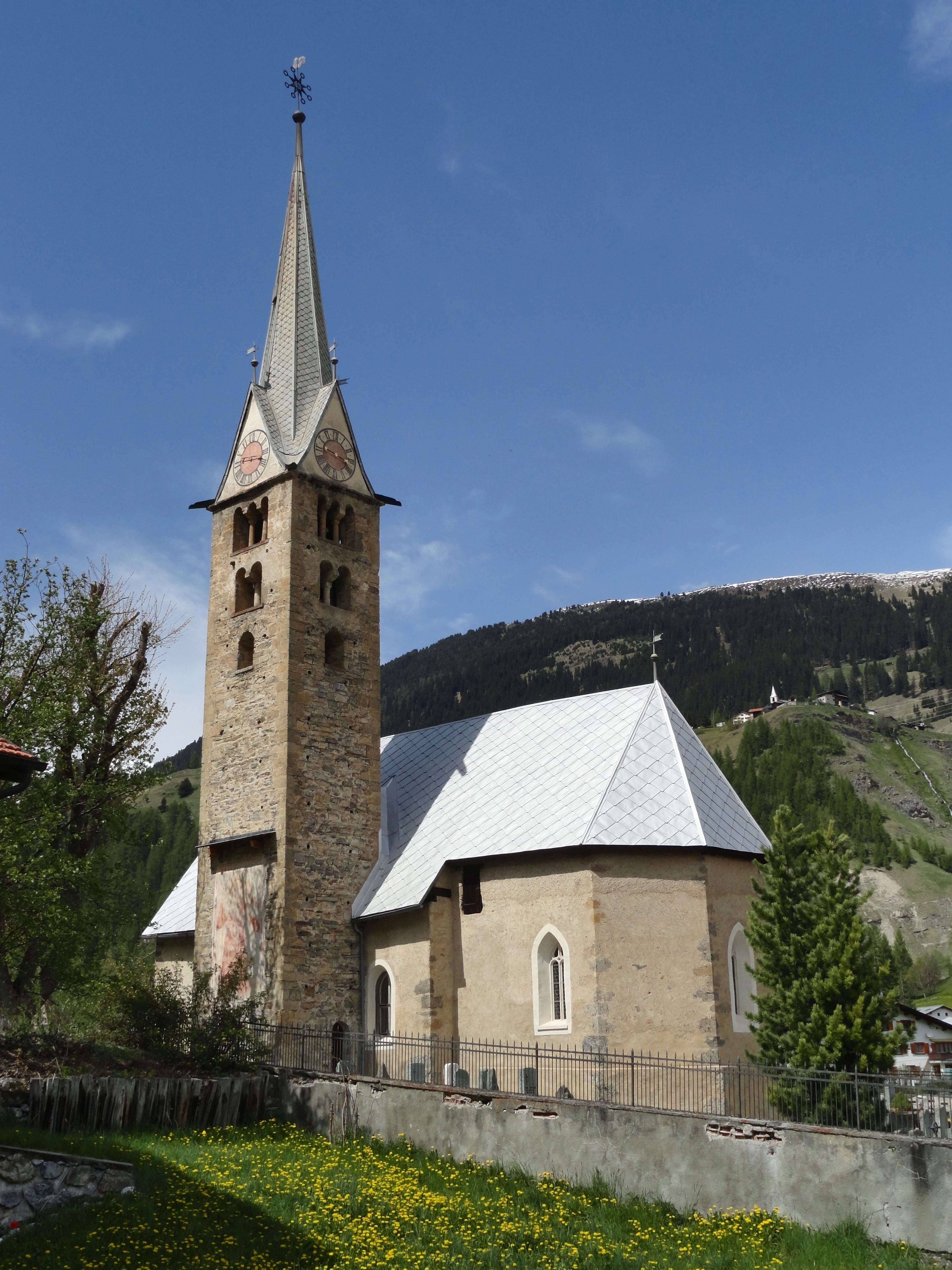
La chiesa riformata

Dal 2018 il borgo è entrato a far parte dell'associazione "I borghi più belli della Svizzera".
- Chiesa riformata (già chiesa cattolica dei Santi Pietro e Florino), eretta nel 1188[1].

## Società

### Evoluzione demografica
L'evoluzione demografica è riportata nella seguente tabella (dal 1850 con Latsch e Stugl:
Abitanti censiti

## Economia
Bergün è una località di villeggiatura estiva (escursionismo, alpinismo) e invernale (stazione sciistica).

## Infrastrutture e trasporti

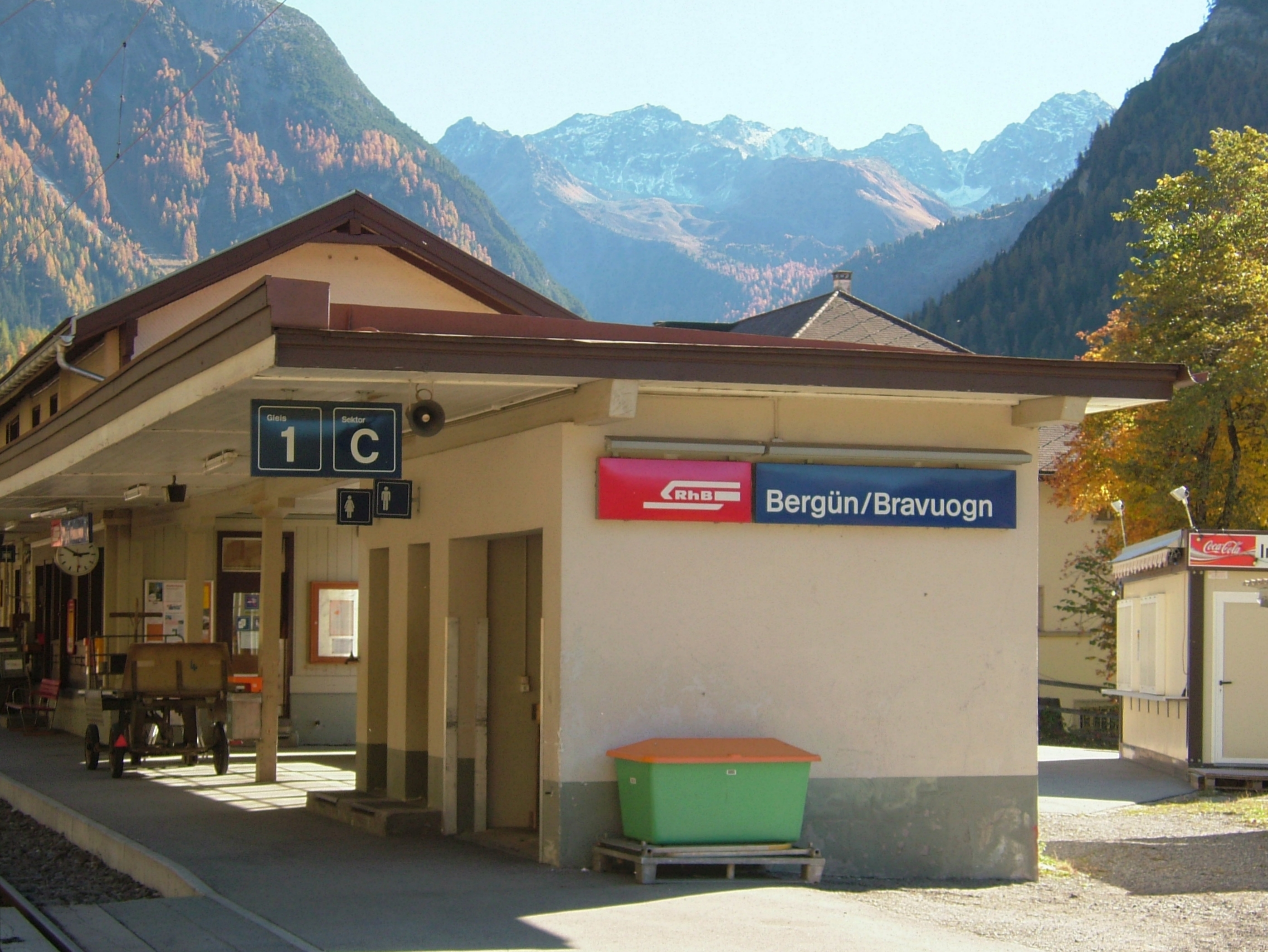
La stazione di Bergün/Bravuogn

La località è servita dalle stazioni di Bergün/Bravuogn e di Preda sulla linea dell'Albula della Ferrovia Retica. L'uscita autostradale di Thusis, sulla A13/E43, dista 29 km.

## Amministrazione
Ogni famiglia originaria del luogo fa parte del comune patriziale che ha la responsabilità della manutenzione di ogni bene comune.